# Dolo (Italie)
Pour les articles homonymes, voir Dolo (homonymie).
Dolo est une commune de la ville métropolitaine de Venise, dans la région Vénétie, en Italie.

## Géographie
La commune se trouve sur l'ancien bras du Brenta, aujourd'hui Naviglio del Brenta ou Riviera di Brenta, à mi-chemin de Mestre et Padoue.
Dolo est située sur une zone de plaine et sillonné par de nombreux canaux et rivières de minime importance, comme la Soriola et le Serraglio, à l’exception du Naviglio del Brenta. Ce canal aussi appelé Riviera del Brenta, le long de laquelle ont été édifiées de nombreuses et magnifiques villas vénitiennes du XVe siècle. Près du centre de Dolo, le Naviglio se double, créant la dite isola bassa (île basse). 
 Les autres cours d’eau sont, du nord au sud : 
- les ruisseaux Pionca, Tergolino, Serraglio, Seriola, Brentoncino, Brenta, et Brenton.

Dolo est traversée par la route nationale SS11 et est longée par l’autoroute A4 (bretelle de sortie).

## Histoire
Avant 1405, Dolo était sous la juridiction de Padoue, en limite de confins avec Venise.
À signaler, l’actuel hameau de Arino, où se trouve une tour défensive (la tour Da Rin, d’où dérive Arino.
La localité de Arino est signalée pour la première fois en 1073, et est vraisemblablement de fondation lombarde, parce que ce peuple était voué à l’archange Saint Michel, actuellement patron du hameau.
Dans divers documents antiques, le centre est noté avec les dénominations suivantes : Adrino, Adrine, Arino, Arin, Rin.
En 1404, pendant la guerre entre les gens de Padoue et les vénitiens, ces deniers la choisirent comme camp retranché et comme tête de pont pour assaillir les gens de Padoue : dans les documents le hameau est nommé  le Serraglio d'Arin (le Sérail d’Arin).
Après cette date, Dolo passa sous la République Sérénissime. La cité fut épargnée par la peste de 1576. Sous Napoléon Bonaparte, après 1797, Dolo était dans le district de Venise ; puis après 1815 dans le royaume de Lombardie-Vénétie, finalement après 1866, il fut englobé dans le royaume d'Italie.

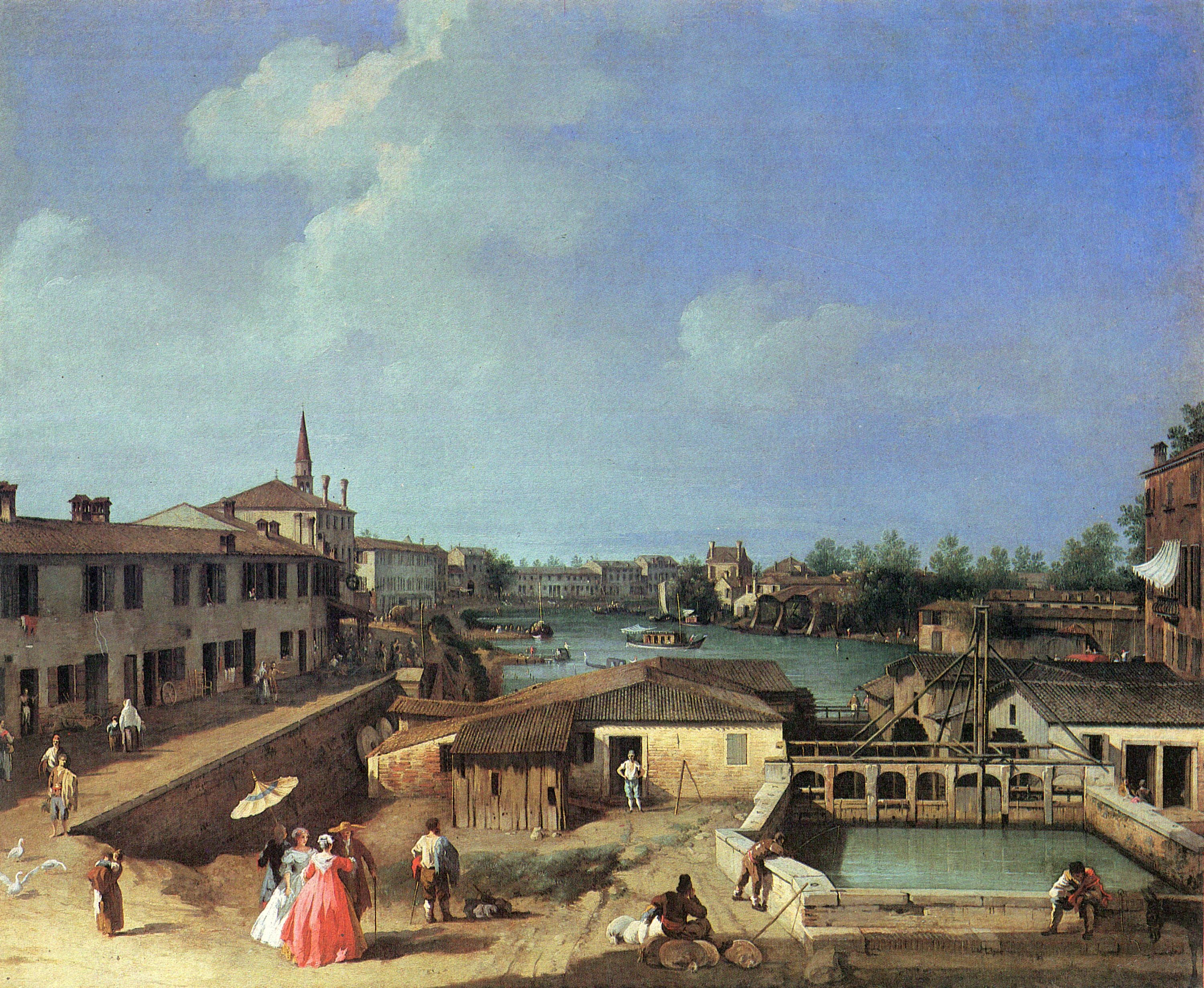
Les écluses de Dolo sur la Brenta 1730-1735 par Canaletto Staatsgalerie (Stuttgart)[2].
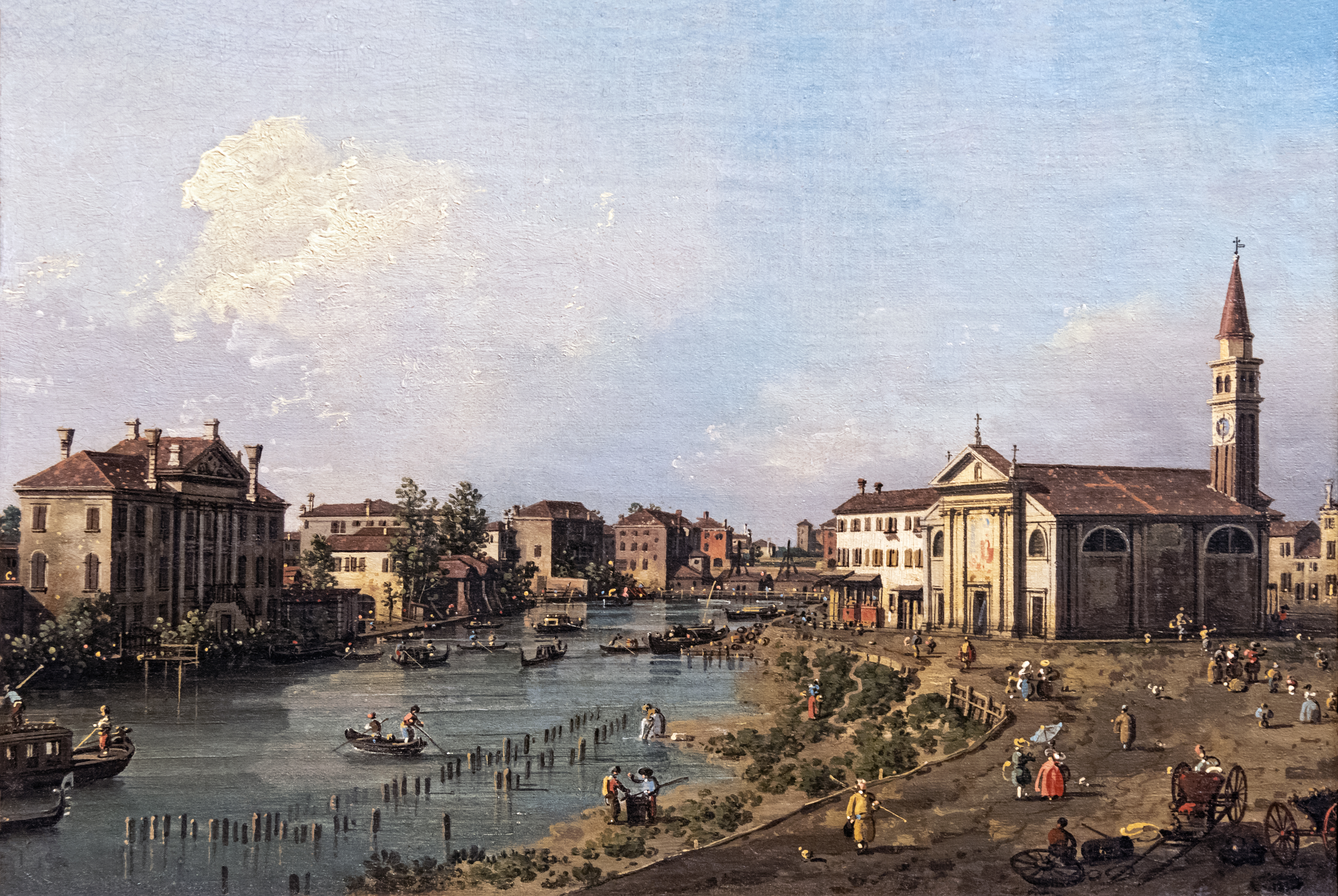
Vue de Dolo par Canaletto 1740 Fondation Bemberg.

## Économie
Le tourisme tient une place très importante. L’autre activité artisanale florissante dans la zone de la Riviera del Brenta sont les fabriques de chaussures.

## Culture

### Édifices
Dolo possède une église (Duomo) San Rocco, terminée en 1776, les moulins et un chantier naval pour barques (squero) du XVIe siècle. Dolo est un centre universitaire : Lycée Scientifique, Institut Technico-Commercial, Institut Professionnel. On trouve également une caserne de Carabiniers, un Tribunal, un hôpital et enfin plusieurs camps sportifs (piscine, tennis, stade de foot).
- Les Villas Vénitiennes de Dolo, d’un grand intérêt historique et artistique : on dénombre pas moins de 21 villas et 7 palais ou maisons bourgeoises datant entre les XVe et XVIIe siècles.

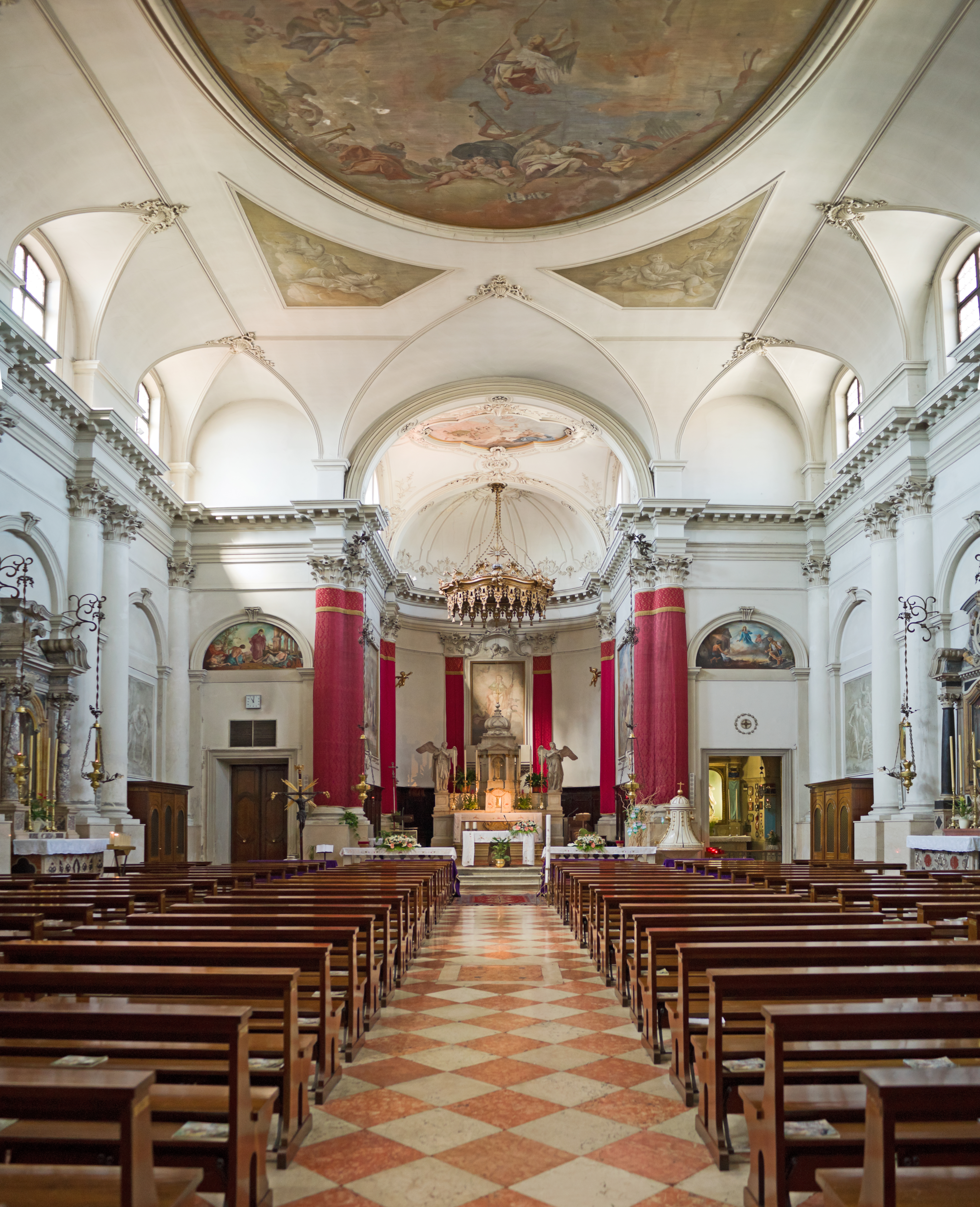
San Rocco - Intérieur.
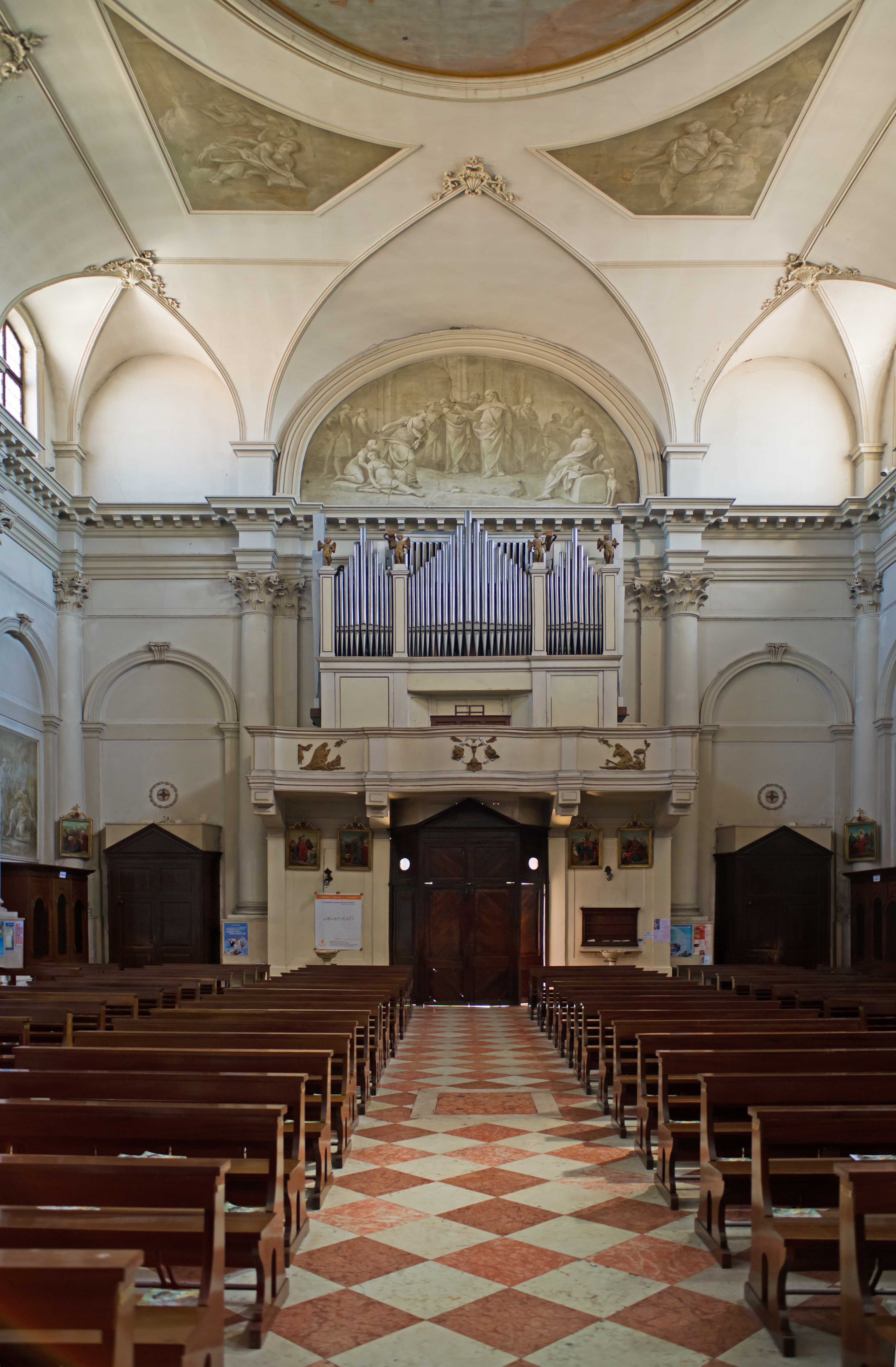
San Rocco - Orgue.
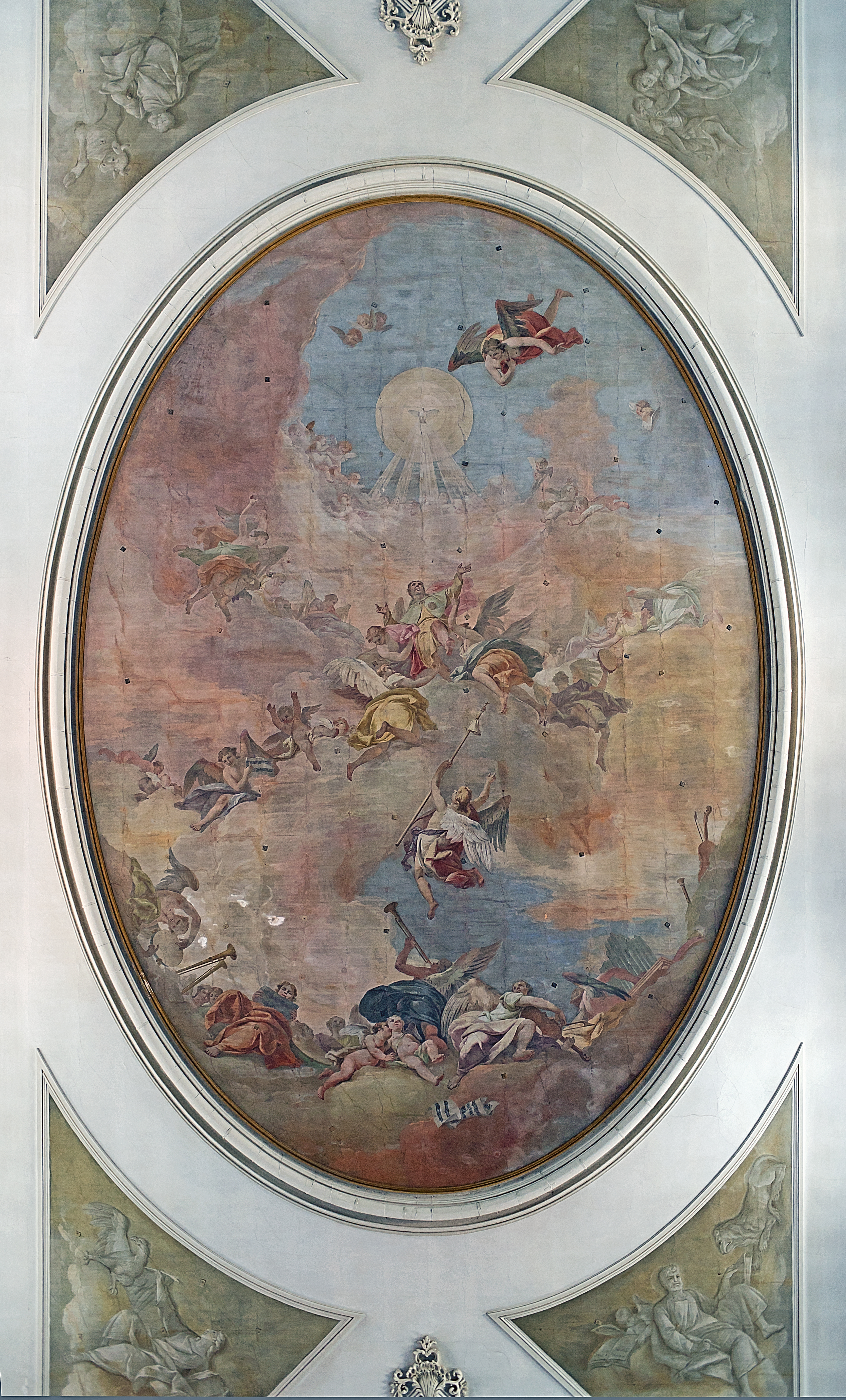
San Rocco - Plafond central.

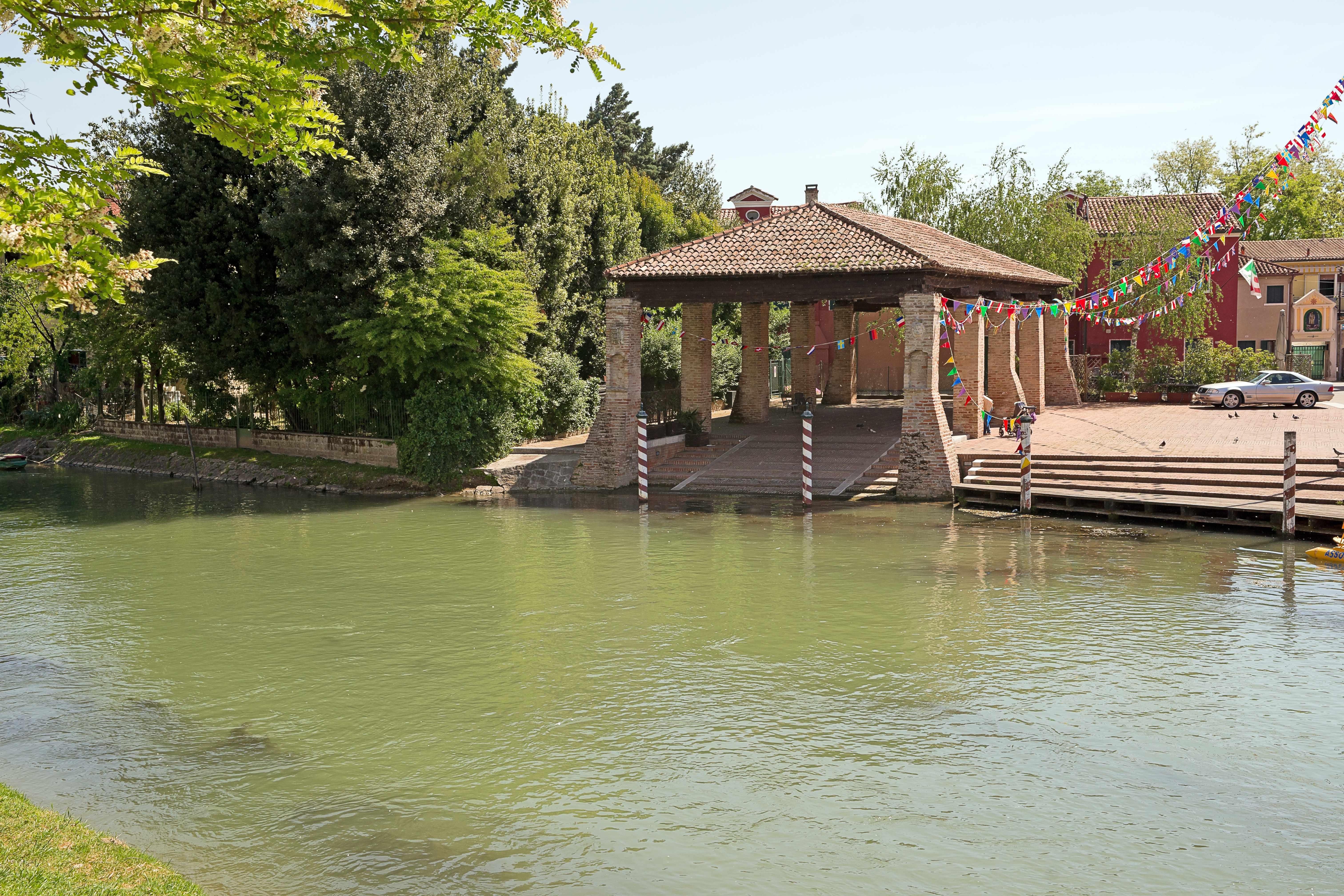
Chantier naval pour barques (squero) du XVIe siècle.
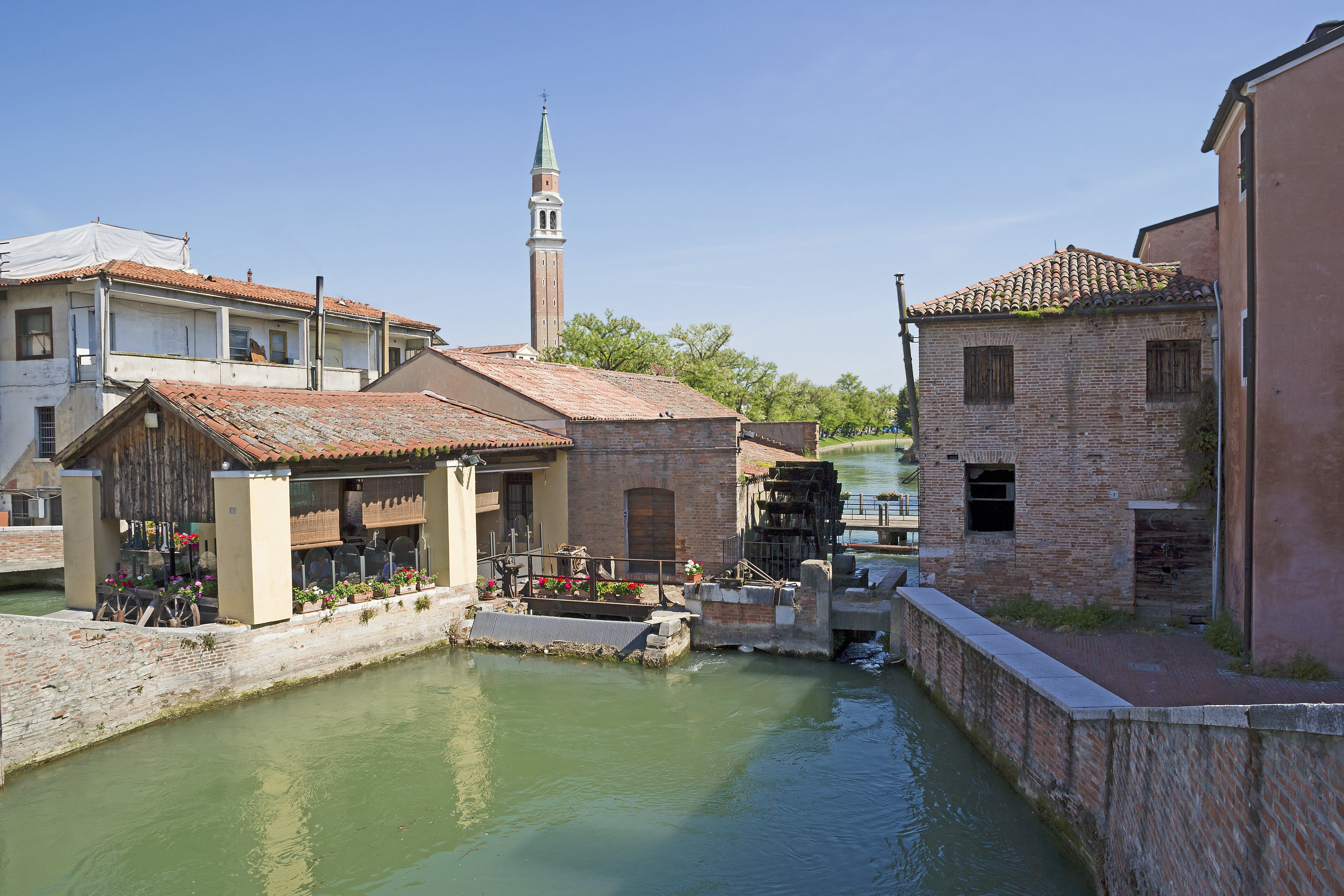
Les écluses et les moulins.

## Fêtes, foires
- Le marché très fréquenté chaque vendredi,
- la foire à la brocante et antiquaire, le quatrième dimanche du mois,
- le carnevale degli Storti (le carnaval des bossus ou des bancals), une parade de chars allégoriques,
- la foire agricole de San Rocco, la 16 août,
- la foire de l’artisanat, dans la seconde quinzaine de septembre.

## Administration
| Période                                  | Période  | Identité        | Étiquette       | Qualité               |
| ---------------------------------------- | -------- | --------------- | --------------- | --------------------- |
| 5 avril 2005                             | En cours | Antonio Gaspari | Centro-Sinistra | employé administratif |
| Les données manquantes sont à compléter. |          |                 |                 |                       |

### Hameaux
Arino, Sambruson.

### Communes limitrophes
Campagna Lupia, Camponogara, Fiesso d'Artico, Fossò, Mira, Pianiga, Stra.